# Nivalenol
Nivalenol is een mycotoxine dat in schimmels voorkomt. Deze chemische stof hoort tot de groep van trichothecenen en is zeer stabiel dankzij de ringstructuren die aanwezig zijn. Nivalenol is lichtjes toxisch: het is een inhibitor van proteïnesynthese door binding met ribosomen. Cellen sterven daardoor af.
Er zijn geen tests die aantonen dat nivalenol kankerverwekkend is.

## Voorkomen
Nivalenol komt voor in verscheidene schimmels. Dit kunnen schimmels van het genus Fusarium zijn, die veel voorkomen in granen zoals maïs.